# Night Shift (ER)
Night Shift is de elfde aflevering van het derde seizoen van de televisieserie ER, die voor het eerst werd uitgezonden op 16 januari 1997.

## Verhaal
Het is een ijskoude nacht buiten en op de SEH is het rustig. 
Dr. Weaver vraagt de verpleegster voor hulp met een onderzoek. Zij onderzoekt de invloed van onregelmatige diensten op de psychische activiteit. 
Dr. Gant heeft genoeg van de strenge en harde aanpak van dr. Benton en besluit hiervan melding te doen bij dr. Anspaugh. Dr. Anspaugh vraagt aan dr. Carter of dit waar is, deze voelt zich klemgezet tussen dr. Gant en dr. Benton en besluit dr. Gant hierin niet te steunen. Later wordt er een patiënt afgeleverd op de SEH, als dr. Carter en dr. Benton met hem bezig zijn komen zij tot hun ontzetting erachter dat de patiënt dr. Gant is, hij heeft zichzelf voor de metro gegooid. Helaas komt dr. Gant te overlijden aan zijn verwondingen.
Dr. Ross is nog niet verlost van Charlie, zij wordt flink mishandeld binnengebracht op de SEH.
Hathaway komt erachter dat er ook negatieve kanten zitten als je werkt voor het management, zij moet twee verpleegsters ontslaan. 
Dr. Benton komt tot een verrassing te staan als hij het kantoor van dr. Keaton binnenvalt, hij ziet haar en dr. Carter in een romantische houding op de bank liggen. Nadat hij weer tot bezinning is gekomen vraagt hij haar nogmaals een aanbeveling voor werk als kinderchirurg als zij het ziekenhuis heeft verlaten. Nogmaals weigert zij dit omdat zij denkt dat hij absoluut niet geschikt is voor werken met kinderen. 
Er bloeit iets moois tussen dr. Greene en verpleegster Marquez. 
Hathaway en dr. Ross doen, om de tijd te doden, een veiligheidstest op de werkvloer. Tijdens hun onderzoek valt een wandklok op het hoofd van dr. Weaver.

## Rolverdeling

### Hoofdrol
- Anthony Edwards - Dr. Mark Greene
- George Clooney - Dr. Doug Ross
- Noah Wyle - Dr. John Carter
- Eriq La Salle - Dr. Peter Benton
- Jorja Fox - Dr. Maggie Doyle
- Laura Innes - Dr. Kerry Weaver
- Omar Epps - Dr. Dennis Gant
- Glenne Headly - Dr. Abby Keaton
- John Aylward - Dr. Donald Anspaugh
- Gloria Reuben - Jeanie Boulet
- Julianna Margulies - verpleegster Carol Hathaway
- Laura Cerón - verpleegster Chuny Marquez
- Ellen Crawford - verpleegster Lydia Wright
- Conni Marie Brazelton - verpleegster Connie Oligario
- Vanessa Marquez - verpleegster Wendy Goldman
- Deezer D - verpleger Malik McGrath
- Bellina Logan - verpleegster Kit
- Suzanne Carney - OK verpleegster Janet
- Kristin Minter - Randi Fronczak
- Emily Wagner - ambulancemedewerker Doris Pickman
- Brian Lester - ambulancemedewerker Brian Dumar

### Gastrol
- Deborah May - Mary Cain
- John Rubinstein - Dr. Kenner
- Ann Hearn - Shelly Dunleavy
- Bruce Wright - George Dunleavy
- James McDonnell - Pat Guinet
- Bill Calvert - student psychiatrie
- Kirsten Dunst - Charlie Chiemingo
- Charles Dugan - Mr. Risse
- David McKnight - conciërge

en vele andere